# TOC Biometrics
TOC Biometrics fue una empresa chilena especializada en el desarrollo de tecnologías digitales de verificación de identidad y firma con consentimiento biométrico. Fundada en 2010, para 2019 tiene un volumen de operaciones de más de 36 millones de transacciones al año en verificación de identidad y firma digital, con oficinas en Londres, Santiago de Chile, Lima Perú y en proceso de expansión a Argentina, México, Brasil y Colombia.  Es miembro desde 2013 del Biometrics Institute y miembro de la Natural Security Alliance desde 2014.
En agosto de 2022, el proveedor global de software de impuestos Sovos anunció la adquisición de TOC Biometrics.

## Tecnología

### Innovación en verificación de identidad
La tecnología de TOC es una implementación de biometría facial usando redes neuronales profundas basada en FaceNet, ella le permite a TOC ofrecer un sistema de verificación de identidad con mayor precisión que el ojo humano, mediante el uso de equipos inteligentes Android e iOS.
El algoritmo de TOC se estructura con la secuencia de las siguientes acciones:
- Captura: captura fotográfica de la cédula de identidad y/o de una selfie
- Detección del rostro: se utiliza el método de HOG (histograma de gradientes orientados) para la detección del rostro dentro de la imagen.
- Alineamiento y proyección del rostro: para minimizar el error se normaliza el rostro a partir de Landmark, dejándolo con vista de frente y con un ancho y alto fijo.
- Codificación del rostro: se utiliza una Convolutional Neural Network 10 para la obtención.
- Mediciones características: en la CNN, las neuronas corresponden a campos receptivos de una manera muy similar a las neuronas en la corteza visual primaria de un cerebro biológico, lo cual la hace muy efectiva en tareas de visión artificial. Esta red neuronal fue entrenada para la obtención de características representativas computacionalmente del rostro y que de acuerdo a pruebas, podemos concluir que la precisión es notablemente alta en el estándar de referencia LFW (Labeled Faces in the Wild) en el cual se clasifican e identifican personas de acuerdo a los datos entregados por la red.[7]
- Método estadístico de comparación: al obtener dos mediciones por medio de la red neuronal se procede a comparar los datos obteniendo un porcentaje de correlación entre ambas.
- Proceso de perfeccionamiento en la comparación de dos rostros: a pesar de que el método estadístico de comparación entrega buenos resultados a la hora de comparar dos rostros codificados mediante la Red Neuronal, se pretende llegar a un mayor porcentaje de exactitud.

TOC cumple con el estándar de Inteligencia Artificial con Deep Learning (ISO/IEC 19794-5) establecido por la ICAO (Organización Internacional de Aviación Civil por sus siglas en inglés) que es la organización a cargo de definir los estándares mundiales de biometría en documentos de identidad y viaje, para la cual, la biometría facial es primaria y mandatoria.

## Reconocimientos
- Ganador del Programa de aceleración de negocios Axtel México 2018.[8]
- Ganador del Digital Bank Insurance 2017.
- Finalista del Citi Tech For Integrity Challenge 2017.[9]
- Ganador del Latam Edge Awards 2016.
- Ganador Del Digital Bank Latam Lima 2015.[8]
- Finalista de Endeavor 2014.
- Ganador Digital Bank Santiago 2014.[9]
- Innovative Company of The year 2011